# Sri Lanka Podujana Peramuna
Mặt trận Nhân dân Sri Lanka (tiếng Sinhala: ශ්‍රී ලංකා පොදුජන පෙරමුණ; tiếng Tamil: இலங்கை பொதுஜன முன்னணி), thường được biết đến với tên tiếng Sinhala là Sri Lanka Podujana Peramuna (SLPP), là một mặt trận chính trị cánh hữu của Sri Lanka. Trước đây là một đảng chính trị nhỏ được gọi là Mặt trận Quốc gia Sri Lanka (SLNF) và Mặt trận Tự do Sri Lanka của chúng ta (OSLFF), nó đã được khởi động lại vào năm 2016 với tên Sri Lanka Podujana Peramuna và trở thành ngôi nhà cung cho các thành viên của Liên minh Tự do Nhân dân Thống nhất trung thành với cựu lãnh đạo Mahinda Rajapaksa của tổ chức cũ.
Người lãnh đạo mặt trận hiện nay là Mahinda Rajapaksa. Chủ tịch của mặt trận là GL Peiris và thư ký của tổ chức này là Sagara Kariyawasam.